# Rafael Egusquiza
Rafael Egusquiza Basterra, född 14 juli 1935 i Bilbao, död 1 juni 2017, var en spansk landhockeyspelare.
Egusquiza blev olympisk bronsmedaljör i landhockey vid sommarspelen 1960 i Rom.